# Fort de la Fraternité
Le fort de la Fraternité se trouve sur la commune de Roscanvel. Il fait partie du système de défense du goulet de Brest. Il est compris dans le dispositif de la presqu'île de Roscanvel barrée par la ligne de défense de Quélern.

## Le fort
La construction date de la fin du XVIIIe siècle, et les modifications de la seconde moitié du XIXe siècle. Elle est composée d'une batterie de 1695, un fort de 1791 et d'une casemate pour projecteur du début des années 1910 sur l'îlot du Diable.
Il avait pour but de protéger l'anse de Camaret des assaillants et de défendre la crique en contrebas du fort. En 1870, il fut abandonné militairement et servit à entreposer du bois et des barils de chaux.
En face du fort, se trouve l'îlot du diable. En 1912-1913, un poste de projecteur est installé. Il avait pour but d'éclairer l'anse de Camaret en cas d'attaque nocturne. 
Le fort est en ruines mais on y trouve une poudrière (magasin à poudre avec toiture constituée de grosses dalles rectangulaires et une gouttière de forme élaborée).

## Le four de La Fraternité
Le four à chaux est adossé au versant méridional de la colline qui porte le fort. Il date de 1800 et a exploité un filon de roches calcaires jusqu'en 1875. Son état de ruine le rend dangereux par suite des risques de chutes de pierres, voire d’écroulement.
La présence de four fort est liée à une pastille de calcaire datant du dévonien qui  se trouve à proximité. La chaux ainsi fabriquée servait pour les constructions locales et militaires.
« Vu de face, il offre une forme trapézoïdale. Au fond de l’entrée, en anse de panier, le défournement, plus ou moins obstrué, est encore visible à la base du four proprement dit, de structure ovoïde. Le gueulard est pour partie envahi par les ronces. L’appareillage extérieur de la construction, assez grossier, est essentiellement constitué de moellons calcaires admettant des veines de calcite blanche, extraits sur place ; ils sont associés à des moellons microgranitiques parfois profondément érodés, contrastant vivement par leur teinte jaunâtre avec le fond sombre des calcaires ».

## Galerie photos

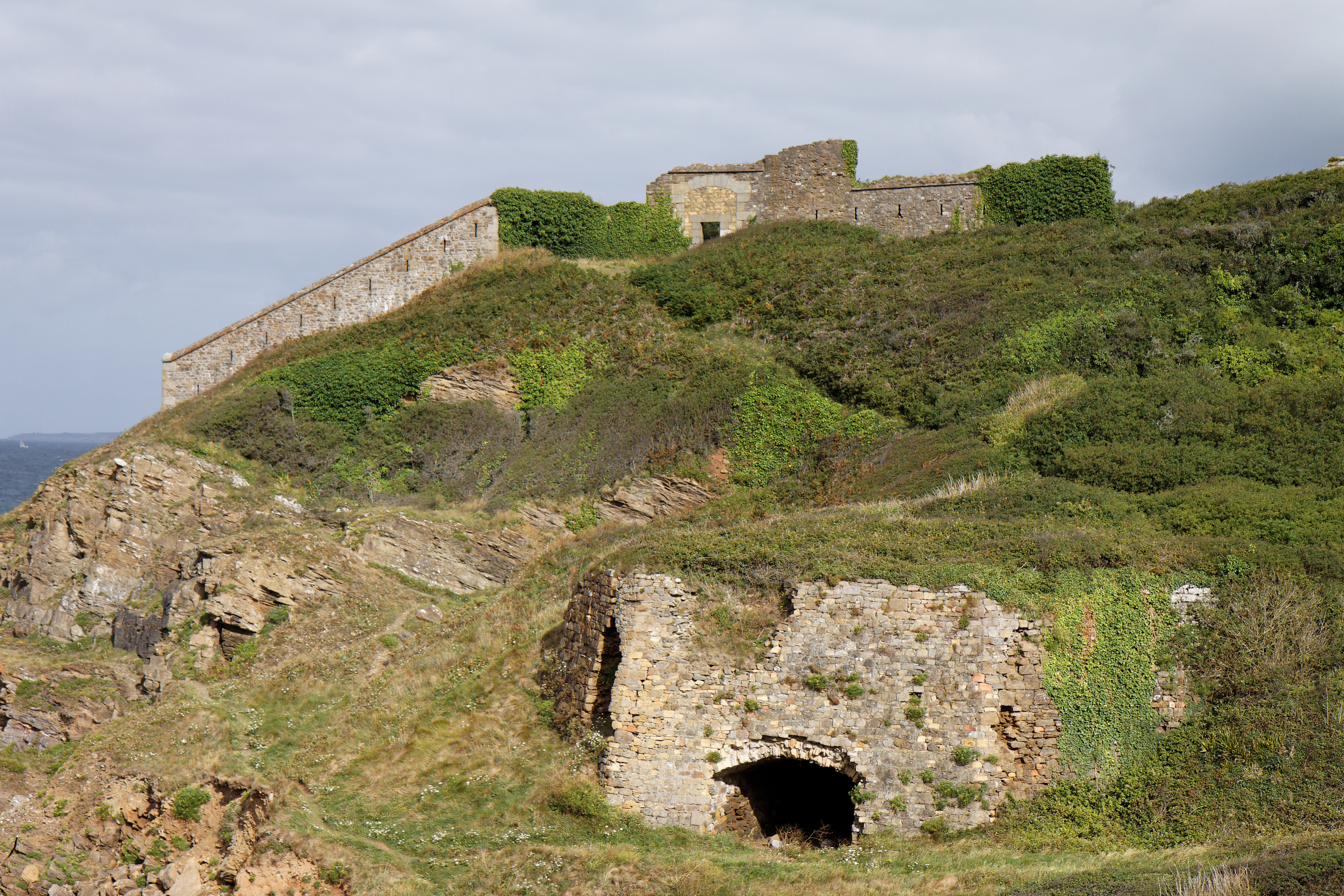
Vestiges du fort et du four
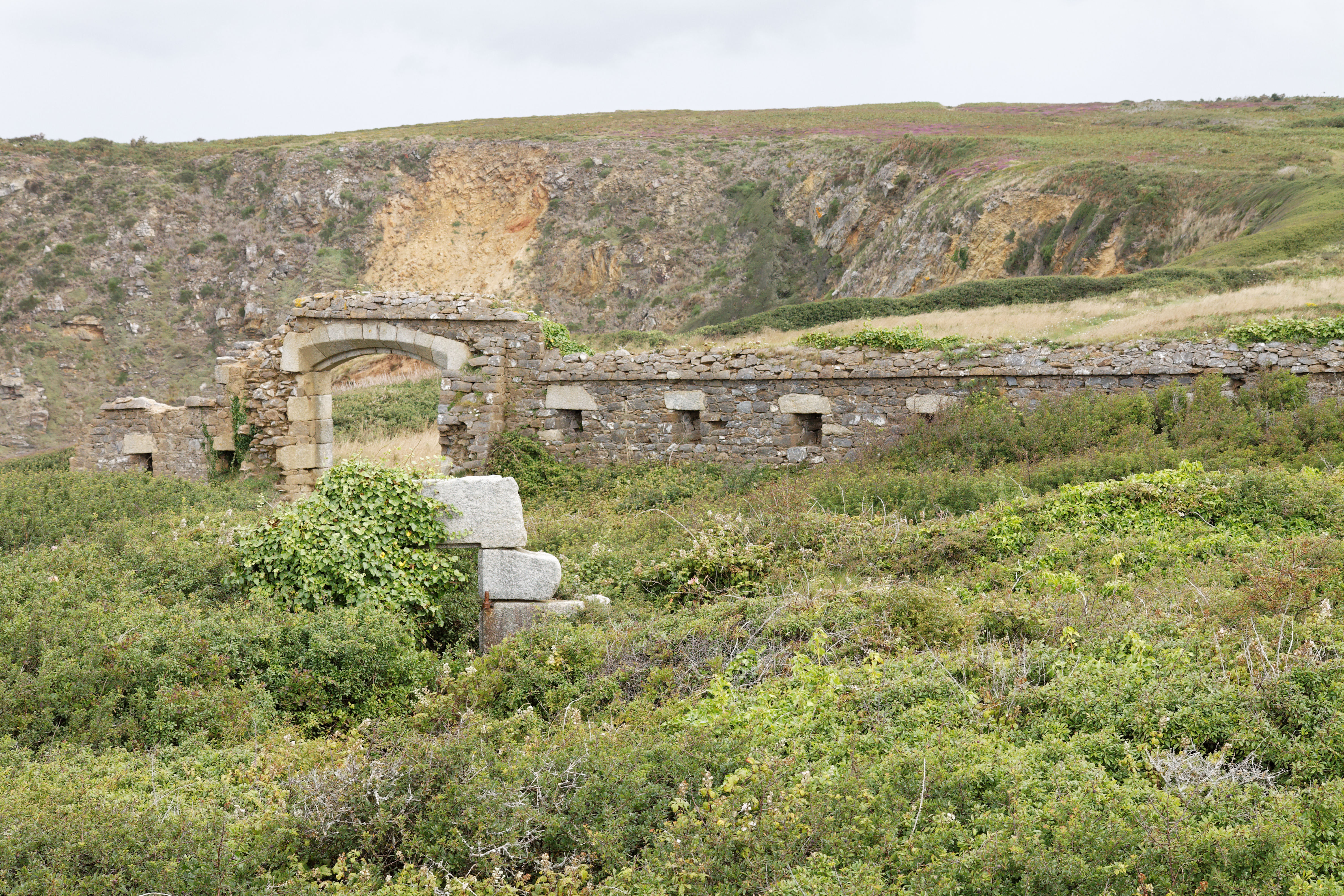
Vestiges du fort
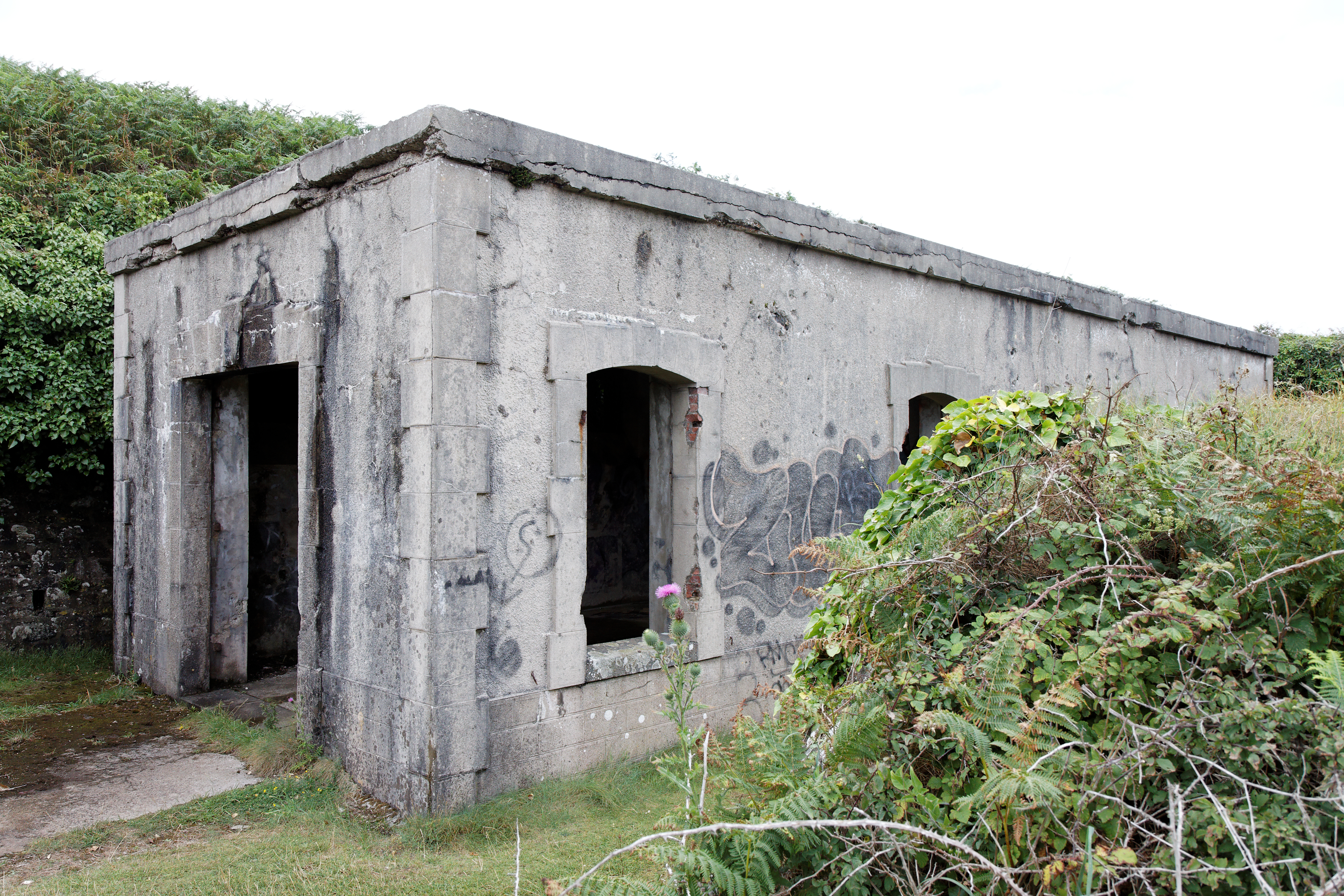
Ancienne usine électrogène sur l'ïlot du Diable